# Yu Jin
Yu Jin (chinois : 于禁), né en 159 et morte en 221, est un général chinois qui rejoignit Cao Cao en 192 pour mener la plupart des campagnes.
Il est l'un des cinq grands généraux du royaume de Wei, avec Zhang Liao, Xu Huang, Yue Jin, et Zhang He. Il sert fidèlement sous les ordres de Cao Cao pendant la fin de la dynastie Han et sous le royaume Wei. 
Lors de la bataille du Château de Mai, il subit une défaite et se rend au Shu. Cao Pi rétablit Yu Jin comme « Général qui apaise les Frontières » et décide de le renvoyer au Wu Oriental en tant que délégué. Avant son départ, Yu Jin est chargé de se rendre à Ye présenter ses hommages sur la tombe de Cao Cao. Lorsque Yu Jin arrive, il trouve que la tombe de l'Empereur avait été peinte par des artistes, il vit des scènes de la bataille de Fancheng, dans lequel Yu Jin est montré priant pour que sa vie soit épargnée et se soumettant à Guan Yu, tandis que Pang De choisissait de mourir d'une mort honorable. En voyant la peinture murale, Yu Jin fut tellement rempli de regret qu'il tomba malade et mourut. Il reçut le titre posthume de « Marquis de Li », pour que les gens se souviennent de lui comme le « Marquis de pierre ».